# Benjamin Frankel
Pour les articles homonymes, voir Frankel (homonymie).
Benjamin Frankel, né le 31 janvier 1906 à Londres et mort le 12 février 1973 dans la même ville, est un pianiste, compositeur et chef d'orchestre britannique.

## Biographie
Frankel est né à Londres le 31 janvier 1906, de parents juifs polonais. Il commença le violon très jeune et son talent fut vite remarqué. À 14 ans, Victor Benham remarqua ses capacités de pianiste et persuada alors ses parents de le laisser poursuivre des études musicales à temps plein. Il prit le chemin de l'Allemagne pour quelques semaines en 1922, mais revint rapidement à Londres où il décrocha une bourse d'études pour entrer à la Worshipful Company of Musicians. À ce moment précis, il composa ses premières œuvres et s'orienta vers une carrière de violoniste de jazz, de pianiste et se mit à écrire également des arrangements.
Au cours des années 1930, Frankel était déjà hautement reconnu à Londres pour ses talents d'arrangeur et de chef d'orchestre. Il a renoncé à travailler pour le théâtre en 1944 mais a cependant conservé un intérêt majeur pour la musique de film en composant près d'une centaine d'œuvres durant sa carrière. Benjamin Frankel devint un compositeur reconnu après la Seconde Guerre mondiale mais l'œuvre qui le rendit célèbre fut sans aucun doute le concerto pour violon dédié « à la mémoire des six millions » (en référence aux juifs assassinés pendant la Shoah), commandé pour le Festival Anglais de 1951 et interprété en première mondiale par Max Rostal.
Les œuvres les plus connues de Frankel restent certainement ses cinq quatuors à cordes, huit symphonies ainsi que bon nombre de ses concertos pour violon et alto. Cependant, les mélomanes reconnaissent que sa première sonate pour Violon (dans laquelle on retrouve comme dans ses concertos la complicité qu'il avait avec Max Rostal) demeure une œuvre majeure.
Pendant les quinze dernières années de sa vie, Frankel a aussi développé un style particulier de composition technique. Son style a été repris par les nombreux musiciens qui ont suivi avec lui des classes de maître. On citera par exemple le compositeur néo-zélandais Edwin Carr (1926-2003) et le compositeur britannique Geoffrey Grey (1934-)
Frankel s'est éteint à Londres le 12 février 1973 alors qu'il travaillait sur un opéra en trois actes Marching Song et sur sa neuvième symphonie qui lui avait été commandée par la BBC. Après sa mort, Marching Song a été achevée et orchestrée par Buxton Orr, un compositeur qui avait étudié avec Frankel et dont le plaidoyer a été au moins en partie responsable de la reprise d'intérêt dans ses travaux.

## Postérité
Durant les vingt ans qui ont suivi son décès, les travaux de Frankel ont été négligés et sont pratiquement tombés dans l'oubli. En 1996, la BBC l'a présenté dans une émission "le Compositeur de la Semaine" permettant ainsi à beaucoup d'auditeurs d'écouter sa musique pour la première fois. Le concept fut repris dix ans plus tard. Un tournant majeur est enfin survenu lorsque la maison de disques allemande CPO (Classique Produktion Osnabrück, achetée depuis par JPC) a décidé d'enregistrer la totalité de son œuvre avec l'aide de l'Organisation de radiodiffusion australienne. Cela a permis, pour la première fois de lui faire enfin une place au sein du monde musical.

## Son œuvre

### Symphonies
- Symphonie nº 1 — op. 33, trois mouvements, 1958
- Symphonie nº 2 — op. 38, trois mouvements, 1962
- Symphonie nº 3 — op. 40, un mouvement, 1964
- Symphonie nº 4 — op. 44, trois mouvements, 1966
- Symphonie nº 5 — op. 46, trois mouvements, 1967
- Symphonie nº 6 — op. 49, cinq mouvements, 1969
- Symphonie nº 7 — op. 50, quatre mouvements, 1970
- Symphonie nº 8 — op. 53, quatre mouvements, 1971

### Concerti
- Concerto pour violon A la mémoire des six millions op. 24, quatre mouvements, 1951
- Sérénade Concertante pour trio pour piano et orchestre, un mouvement op. 37, 1960
- Concerto pour Alto op. 45, trois mouvements, 1967

### Autres œuvres orchestrales
- Trois sketches pour cordes (à l'origine pour quatuor) op. 2, 1920?
- Solemn Speech and Discussion, op. 11
- Youth Music, quatre pièces pour orchestre de chambre, op. 12
- May Day (ouverture), op. 22, 1948
- Mephistopheles Serenade et Danse, op. 25, 1952
- Ouverture de Shakespeare, op. 29
- Ouverture pour une Cérémonie, op. 51

### Musique de chambre
- Trois études pour piano, op. 1, 1926
- Trio à cordes nº 1, op. 3
- Trio pour clarinette, violoncelle et piano, op. 10, trois mouvements, 1940
- Sonate pour violon solo nº 1, op. 13 (avant 1943)
- Quatuor à cordes nº 1, op. 14, quatre mouvements, année 1944–5
- Quatuor à cordes nº 2", op. 15, cinq mouvements, 1944
- Quatuor à cordes nº 3, op. 18, cinq mouvements, 1947
- Early Morning Music, trio pour hautbois, clarinette and basson, trois mouvements, 1948
- Quatuor à cordes nº 4, op. 21, quatre mouvements, 1949?
- Quatuor pour piano et cordes, op. 26, trois mouvements ((c) 1962 mais composé dans les années 1950?)
- Quintette pour clarinette et cordes, op. 28, trois mouvements, 1956
- Inventions en mode Majeur/Mineur, pour violoncelle et piano, op. 31
- Trio à cordes nº 2, op. 34, trois mouvements, (c) 1960 (?)
- Cinque Pezzi Notturni pour onze instruments, op. 35, cinq parties, 1959
- Sonate pour violon solo nº 2, op. 39, trois mouvements, 1962
- Pezzi pianissimi pour clarinette violoncelle et piano, op. 41, quatre parties, 1964
- Quatuor à cordes nº 5, op. 43, cinq mouvements, 1965. Dédié à Hans Keller

### Œuvres vocales
- The Aftermath, op. 17
- Huit chants, op. 32, 1959

### Musiques de films
- 1935 : Radio Parade of 1935
- 1936 : Love in Exile d'Alfred L. Werker
- 1944 : Aventure malgache d'Alfred Hitchcock
- 1948 : London Belongs to Me
- 1948 : Le Mystère du camp 27 (Portrait from Life) de Terence Fisher
- 1949 : Ma gaie lady (Trottie True)
- 1950 : Si Paris l'avait su (So Long at the Fair)
- 1950 : Les Forbans de la nuit (Night and the City), pour l'exploitation en Grande-Bretagne
- 1951 : Hôtel Sahara de Ken Annakin
- 1951 : L'assassin frappe à minuit (The Long Dark Hall) de Reginald Beck et Anthony Bushell
- 1951 : L'Homme au complet blanc (The Man in the White Suit)
- 1952 : L'Homme qui regardait passer les trains (The man who watched the trains go by)
- 1951 : Appointment with Venus
- 1955 : L'Enfant et la Licorne (A Kid for Two Farthings) de Carol Reed
- 1955 : L'Homme qui aimait les rousses (The Man Who Loved Redheads) de Harold French
- 1955 : Vivre un grand amour (The End of the Affair) d'Edward Dmytryk
- 1956 : Whisky, Vodka et Jupon de fer (The Iron Petticoat)
- 1959 : La nuit est mon ennemie (Libel)
- 1959 : Summer of the Seventeenth Doll
- 1960 : Un cadeau pour le patron (Surprise Package) de Stanley Donen
- 1961 : La Nuit du loup-garou (The Curse of the Werewolf) de Terence Fisher
- 1962 : Sept Heures avant la frontière (Guns of Darkness) d'Anthony Asquith
- 1963 : Le Manoir aux fantômes (The Old Dark House) de William Castle
- 1964 : La Nuit de l'iguane (The Night of the Iguana) de John Huston
- 1965 : La Bataille des Ardennes (Battle of the Bulge) de Ken Annakin

Les symphonies, concerti, quatuors et quelques autres pièces ont été enregistrés par CPO, tout comme ses musiques de films.(quelques-unes de ces pièces sont disponibles sur LP et le quintette pour clarinette est disponible sur CD).